# Boxed (Album)
Boxed (engl., deutsch etwa: „in eine Schachtel gepackt“) ist ein Boxset mit vier Langspielplatten des englischen Rockmusikers Mike Oldfield, das am 29. Oktober 1976 veröffentlicht wurde. Die Box mit der Virgin-Katalognummer VBOX 1 stieg am 20. November 1976 in die britischen Charts ein und kam in 13 Wochen bis auf Platz 22.

## DasBoxed-Set
Nach den großen Verkaufserfolgen mit Oldfields ersten Alben hatte seine Plattenfirma Virgin Records 1976 keine neue LP-Veröffentlichung von ihm zu erwarten. Tubular Bells hielt sich seit drei Jahren in den Verkaufslisten. So kam man bei Virgin auf die Idee, die Beliebtheit der ersten drei Alben noch einmal auszunutzen, und veröffentlichte sie in dem Set Boxed. Die drei Hitalben Tubular Bells, Hergest Ridge und Ommadawn wurden in der Mitte der 1970er Jahre beliebten Quadrofonie-Tontechnik neu abgemischt, so dass der Käufer tatsächlich neue Versionen der alten LPs erhielt – „vier LPs zum Preis von zweien“, pries die Werbung diese Aufarbeitung von Oldfields Gesamtwerk bis dato an. Auf den Etiketten der Schallplatten wird darauf durch den Hinweis Stereo/SQ Quad compatible hingewiesen. Die vierte LP Collaborations enthält eine Sammlung von Stücken, die zuvor so nicht erhältlich waren.

### Tubular Bells
Tubular Bells erhielt für das Boxed-Set von Phil Newell und Alan Perkins einige neue Sounds und Instrumente dazugemixt. Newell sagte nach der Veröffentlichung, er glaube, „dass die neue quadrofonische Version in Teilen geschliffener, kraftvoller und vollständiger sei als die vorherigen Versionen.“
Zusätzlich zu dieser Neuabmischung erhielt der Schluss von Seite zwei eine neue Version von The Sailor’s Hornpipe – die längere Urversion. Der Master of Ceremonies Viv Stanshall, der während des gesamten Tubular Bells-Werks bereits die Instrumente ansagt, erzählt in diesem Lied während eines Rundgangs durch The Manor (das Haus, in dem die Aufnahmen entstanden), was er dort sieht. Oldfield und sein Produktionsassistent Tom Newman hatten zuvor Mikrofone in den Räumen verteilt, mit denen Stanshall sowie Oldfield und Newman, die ihn musikalisch im wahren Wortsinne begleiteten, aufgenommen wurden. Dieser Track war Virgin für die ursprüngliche Veröffentlichung des Erstlingswerks eines neuen Künstlers angeblich zu schräg gewesen – vermutlich auch, weil die drei zu dem Zeitpunkt ziemlich betrunken gewesen sein sollen und dies auch in der Aufnahme recht deutlich wird.
- Titelliste:
  - Seite 1: Tubular Bells, Part One (25:55)
  - Seite 2: Tubular Bells, Part Two, inkl. The Sailor’s Hornpipe (25:47)

### Hergest Ridge
Während Tubular Bells also einige Aspekte mehr bot, wurde Hergest Ridge durch Oldfields eigenen Remix etwas abgespeckt. So entfernte er die Snare Drum vollständig und die Trompete zu großen Teilen aus der neuen Abmischung; auf der zweiten Seite legte er mehr Betonung auf die Vokalparts und entfernte einige Gitarrenpassagen. Als in den 1980ern Oldfields Alben erstmals auf CD veröffentlicht wurden, nahm man für Hergest Ridge diese neu gemischte, quadrofonische Version – den Originalmix gab es somit bis zur Veröffentlichung der "Deluxe Edition" im Jahr 2010 nur auf Schallplatte und Kassette, und dies auch nur auf den Exemplaren, die vor 1976 hergestellt wurden. Oldfield war laut Boxed-Begleitheft mit der neuen Version sehr zufrieden; über Seite zwei der LP sagt er dort: „Jetzt ist sie das Strukturexperiment, das sie immer sein sollte, eine Art Prototyp für den Anfang der Seite Zwei von Ommadawn.“
- Titelliste:
  - Seite 1: Hergest Ridge, Part One (21:33)
  - Seite 2: Hergest Ridge, Part Two (18:40)

### Ommadawn
Ommadawn war das neueste der drei wiederveröffentlichten Werke, und es war dasjenige, an dem am wenigsten verändert wurde. Die Quadrofonie-Abmischung nahm Oldfield diesmal in Zusammenarbeit mit Phil Newell vor, nur wenige Wochen nachdem die Original-LP im Oktober 1975 veröffentlicht worden war. Ommadawn hat dadurch einen anderen Klang, jedoch nicht so sehr wie Hergest Ridge. Gegen Ende hört man nun einige Vokalharmonien, die im Originalmix untergingen.
- Titelliste:
  - Seite 1: Ommadawn, Part One (20:06)
  - Seite 2: Ommadawn, Part Two, inkl. On Horseback (17:17)

### Kollaborationen
Auf der vierten LP Collaborations finden sich Tracks, die zuvor auf Alben von David Bedford oder, in Zusammenarbeit mit Leslie Penning, als A- und B-Seiten von Singles erschienen waren; alle wurden für das Boxed-Set von Phil Newell in Quadrofonietechnik gemischt.
Lediglich das Stück First Excursion nahmen Bedford und Oldfield neu für diese Schallplatte auf – nur fünf Tage bevor sie ins Presswerk ging. Als Grund dafür, dass noch ein „neues“ Stück auf die LP musste, nannte David Bedford in einem Interview 1989: „Richard Branson hat dies eine Mal das Gefühl gehabt, er dürfe die Kunden nicht völlig übers Ohr hauen, also müsste auch etwas Neues aufs Album.“
Eine Zeitungsanzeige preist die drei Stücke der ersten Seite von Collaborations als „drei der besten Beispiele für Oldfields Arbeit als Sologitarrist für andere Künstler.“

#### Titelliste
Seite 1:
1. Phaeacian Games (3:58)

von David Bedfords Album The Odyssey, aufgenommen 1976
1. Extract from Star’s End (7:33)

von David Bedfords Album Star’s End, aufgenommen 1974
1. The Rio Grande (6:37)

von David Bedfords Album The Rime of the Ancient Mariner, aufgenommen 1975
Seite 2:
1. First Excursion (5:56)

Neuaufnahme von Bedford und Oldfield 1976 für dieses Set; später außerhalb Großbritanniens als B-Seite der Single William Tell Overture veröffentlicht
1. Argiers (3:59)

mit Leslie Penning; britische B-Seite der Single William Tell Overture, aufgenommen 1976
1. Portsmouth (2:02)

mit Leslie Penning; wurde 1976 kurz nach Boxed in Großbritannien als Single-A-Seite veröffentlicht; Oldfields größter Single-Hit (Platz 3) in Großbritannien
1. In Dulci Jubilo (2:49)

mit Leslie Penning; Single A-Seite, aufgenommen 1975
1. Speak (Tho’ You Only Say Farewell) (2:54)

mit David Bedford; B-Seite der Single Portsmouth, aufgenommen 1974

## CD-Ausgabe
1989 wurde Boxed, verteilt auf drei CDs, wieder veröffentlicht. Auf der ersten CD befanden sich zusätzlich zu Tubular Bells (Parts 1 und 2, inkl. The Sailor’s Hornpipe) die Titel The Rio Grande, Portsmouth und In Dulci Jubilo. Hergest Ridge (Parts 1 und 2) wurden auf der zweiten Disc um An Extract from Star’s End, Argiers und Speak (Tho' You Only Say Farewell) ergänzt. Auf der dritten Scheibe befanden sich Ommadawn (Parts 1 und 2, inkl. On Horseback) sowie The Phaeacian Games und First Excursion.